# Finfrog
Finfrog est une entreprise française spécialisée dans l’intermédiation de prêts aux particuliers. Fondée en janvier 2016 par Riadh Alimi, Finfrog est enregistrée auprès de l’ORIAS et supervisée par l’ACPR.

## Activité
Finfrog est une plateforme de prêts entre particuliers. Elle propose des prêts compris entre 100 et 600 €, disponibles en 24 h et remboursables en 3, 4 ou 6 fois.

## Historique
En juillet 2016, Finfrog obtient son enregistrement en tant qu'intermédiaire en financement participatif auprès de l'Organisme pour le registre unique des intermédiaires en assurance, banque et finance (ORIAS)[réf. souhaitée].
En novembre 2019, Finfrog annonce une levée de fonds de 3 millions d’euros auprès de la Bpi et de business angels tels que Denis Duverne (président d’Axa) ou encore Loïc Féry (fondateur de Chenavari).
En décembre 2019, Finfrog annonce une offre d'intermédiation de prêt à 0 % créditée directement sur un chèque-cadeaux Amazon.
En juillet 2020, Finfrog annonce une levée de fonds de 5 millions d’euros avec le fonds Raise Ventures pour accélérer son expansion et s'ouvrir à l'intermédiation de crédit à taux zéro via des entreprises comme Frichti ou Amazon.
En octobre 2021, Finfrog lance son indicateur mensuel "Le 10 du mois" avec RMC. Cet indicateur mesure ce qu’il reste le 10 du mois sur le compte bancaire des Français dont les revenus sont inférieurs à 2000 euros nets par mois.
Le 21 mars 2022, Finfrog publie une enquête avec l'institut de sondages Ifop sur le stress budgétaire des Français.
En juin 2022, Finfrog annonce une levée de fonds de 10 millions d'euros en capital auprès des fonds Isai et Raise Ventures, qui complète une levée en dette de 20 millions d'euros.
Le 10 décembre 2022, Finfrog annonce à travers son indicateur le 10 du mois qu’il restait 58€ sur le compte en banque d’un échantillon représentatif de 10.000 Français qui gagnent moins de 2.000 euros par mois et qui sont à découvert chaque mois.
Le 24 février 2025, Finfrog obtient l'agrément de société de financement auprès de l'ACPR-Banque de France.

## Distinctions
Finfrog est lauréate du concours d'innovation numérique (CIN) organisé par Bpifrance.